# Bruno Souza
Bruno Bezerra de Menezes Souza, más conocido como Bruno Souza, (Niterói, 27 de junio de 1977) fue un jugador de balonmano brasileño que jugó de lateral izquierdo. Su último equipo fue el HBC Nantes de la LNH.
Fue un componente de la selección de balonmano de Brasil, con la que ganó la medalla de oro en los Juegos Panamericanos de 2007.
Quedó tercero en la votación al mejor jugador del mundo del año 2003, siendo así el primer jugador de balonmano de la historia de Brasil en ser reconocido entre los 3 mejores jugadores de una temporada. Con la selección brasileña marcó 623 goles en 196 partidos.
Disputó los Juegos Olímpicos de Atenas 2004 y los Juegos Olímpicos de Pekín 2008 con su selección.

## Palmarés

### Selección nacional
| Juegos Panamericanos    | Juegos Panamericanos | Juegos Panamericanos | Juegos Panamericanos |
| Año                     | Lugar                | Medalla              |                      |
| ----------------------- | -------------------- | -------------------- | -------------------- |
| 1999                    | Winnipeg             | Medalla de plata     |                      |
| 2003                    | Santo Domingo        | Medalla de oro       |                      |
| 2007                    | Río de Janeiro       | Medalla de oro       |                      |
| Campeonato Panamericano |                      |                      |                      |
| Año                     | Lugar                | Medalla              |                      |
| 2000                    | Brasil               | Medalla de bronce    |                      |
| 2004                    | Chile                | Medalla de plata     |                      |

### Hamburgo
- Recopa de Europa de Balonmano (1): 2007

## Clubes
- Niterói Rugby
- Vasco da Gama
- Metodista São Bernardo ( -1999)
- Frisch Auf Göppingen (1999-2006)
- HSV Hamburg (2006-2008)
- BM Alcobendas (2008-2009)[3]
- HBC Nantes (2009-2010)
- HBC Nantes (2011)